# NGC 3119
NGC 3119 este o galaxie lenticulară situată în constelația Leul. A fost descoperită în 14 decembrie 1863 de către Albert Marth. Se află la o distanță de 127,21 de megaparseci de Pământ.